# Cremastus bilineatus
Cremastus bilineatus är en stekelart som beskrevs av Joseph Augustine Cushman 1917. Cremastus bilineatus ingår i släktet Cremastus och familjen brokparasitsteklar. Inga underarter finns listade i Catalogue of Life.